# Tapowanie
Tapowanie (z ang. to tap – stukać) – technika malarska obecnie wiązana głównie ze street art polegająca na delikatnym uderzaniu pędzlem z płasko ściętą szczeciną o szablon pod kątem 90 stopni do malowanej powierzchni. Technika ta używana jest przy nakładaniu zarówno suchych, jak i tłustych gruntów malarskich na podobrazia twarde.